# باورس
باورس روستایی از توابع بخش محمدیه شهرستان البرز می‌باشد که در ۳ کیلومتری شمال شرقی شهر محمدیه واقع شده است.
اهالی قدیمی روستای باورس در حدود ۱۶۰ سال پیش به همراه خان خود به دلیل درگیری های داخلی از مناطق مرکزی کشور به این مکان مهاجرت کردند. اهالی بومی روستای باورس امروزه به زبان فارسی تکلم می‌کنند و به مشاغل کشاورزی و باغداری و رانندگی و کارهای  ساختمانی مشغول هستند. در این روستا به دلیل موقعیت خود مهاجرینی از دیگر مناطق هم ساکن هستند.